# Castle Hayne, North Carolina
Castle Hayne, North Carolina (енгл. Castle Hayne) насељено је место без административног статуса у америчкој савезној држави Северна Каролина.

## Демографија
По попису из 2010. године број становника је 1.202, што је 86 (7,7%) становника више него 2000. године.
| Група             | 2000.       | 2010.       |
| Белци             | 901 (80,7%) | 956 (79,5%) |
| Афроамериканци    | 165 (14,8%) | 157 (13,1%) |
| Азијати           | 3 (0,3%)    | 5 (0,4%)    |
| Хиспаноамериканци | 20 (1,8%)   | 57 (4,7%)   |
| Укупно            | 1.116       | 1.202       |